# Villanueva de los Castillejos
Villanueva de los Castillejos là một đô thị ở tỉnh Huelva, Andalucía, Tây Ban Nha. Dân số năm 2007 là 2769 người. Diện tích là 264 km², với mật độ dân số 10,30 người/km². Đô thị này nằm ở độ cao 224 mét và cách tỉnh lỵ Huelva 47 km.

## Biến động dân số
| Năm    | 1842 | 1877 | 1887 | 1897 | 1900 | 1910 | 1920 | 1930 | 1940 | 1950 | 1960 | 1970 | 1981 | 1991 | 2001 |
| ------ | ---- | ---- | ---- | ---- | ---- | ---- | ---- | ---- | ---- | ---- | ---- | ---- | ---- | ---- | ---- |
| Dân số | 2996 | 2978 | 2732 | 2660 | 2529 | 2554 | 2803 | 3329 | 4063 | 3925 | 4036 | 3067 | 2615 | 2613 | 2643 |

Nguồn: Instituto Nacional de Estadística.